# Amári (município)
Amári (em grego: Αμάρι) é um município da unidade regional grega de Retimno (ilha de Creta), com sede municipal na vila de Agía Foteiní. Durante a dominação turca, a capital da região foi a aldeia de Amári.
Com base no plano do arquiteto Kallikratis, o município de Amári foi formado da união dos antigos municípios de Curítes e Sivrítos que foram fundidos e, atualmente são unidades municipais do atual município.